# Greg Errico
Greg Errico (* 1. September 1946 in San Francisco) ist ein US-amerikanischer Musiker und Produzent.

## Werdegang
Bekannt wurde Greg Errico als Schlagzeuger in der Anfangsformation der Soul-Funk-Band Sly & the Family Stone, die er 1971 als Erster verließ. Im September 1974 trat er in David Bowies Band während der Diamond-Dogs-Tour auf.
Später spielte er für Bands wie Weather Report, Santana und Grateful Dead. In den frühen 1980ern war er als Schlagzeuger in der Jerry Garcia Band tätig. Für ein Betty-Davis-Album spielte er zusammen mit Larry Graham von Sly & The Family Stone und den Musikern der Tower-of-Power-Horn-Sektion.
Errico wohnt in der San Francisco Bay Area und spielt und produziert weiterhin Musik. Eines seiner Projekte war die Produktion des Jamie-David-Big-Band-Albums. Auf der Verleihung der Grammy Awards 2006 spielte er zusammen mit den meisten seiner ehemaligen Bandmitglieder einen Sly & the Family Stone Tribut. In den letzten Jahren war er Schlagzeuger der neu aufgestellten Quicksilver Messenger Service.
Errico spielte auf dem Woodstock-Festival und wurde 1993 in die Rock & Roll Hall of Fame aufgenommen. Der Rolling Stone listete ihn 2016 auf Rang 67 der 100 größten Schlagzeuger aller Zeiten.

## Diskografie (Auswahl)
- SLY LIVES! (aka The Burden of Black Genius) – Original Motion Picture Soundtrack (Epic, 2025)